# Coromell
Der Coromell ist ein schwacher Landwind, der im Golf von Kalifornien auftritt. Meistens weht er während der Nacht und kommt aus südlichen Richtungen. Er entwickelt sich als Zirkulation nur bei einer ungestörten Hochdrucklage. Seine Hauptzeit ist der November bis in den Mai.